# Cassiope wardii
Cassiope wardii är en ljungväxtart som beskrevs av Cecil Victor Boley Marquand och Airy Shaw. Cassiope wardii ingår i släktet kantljungssläktet, och familjen ljungväxter. Inga underarter finns listade i Catalogue of Life.